# Grădina Zoologică din București

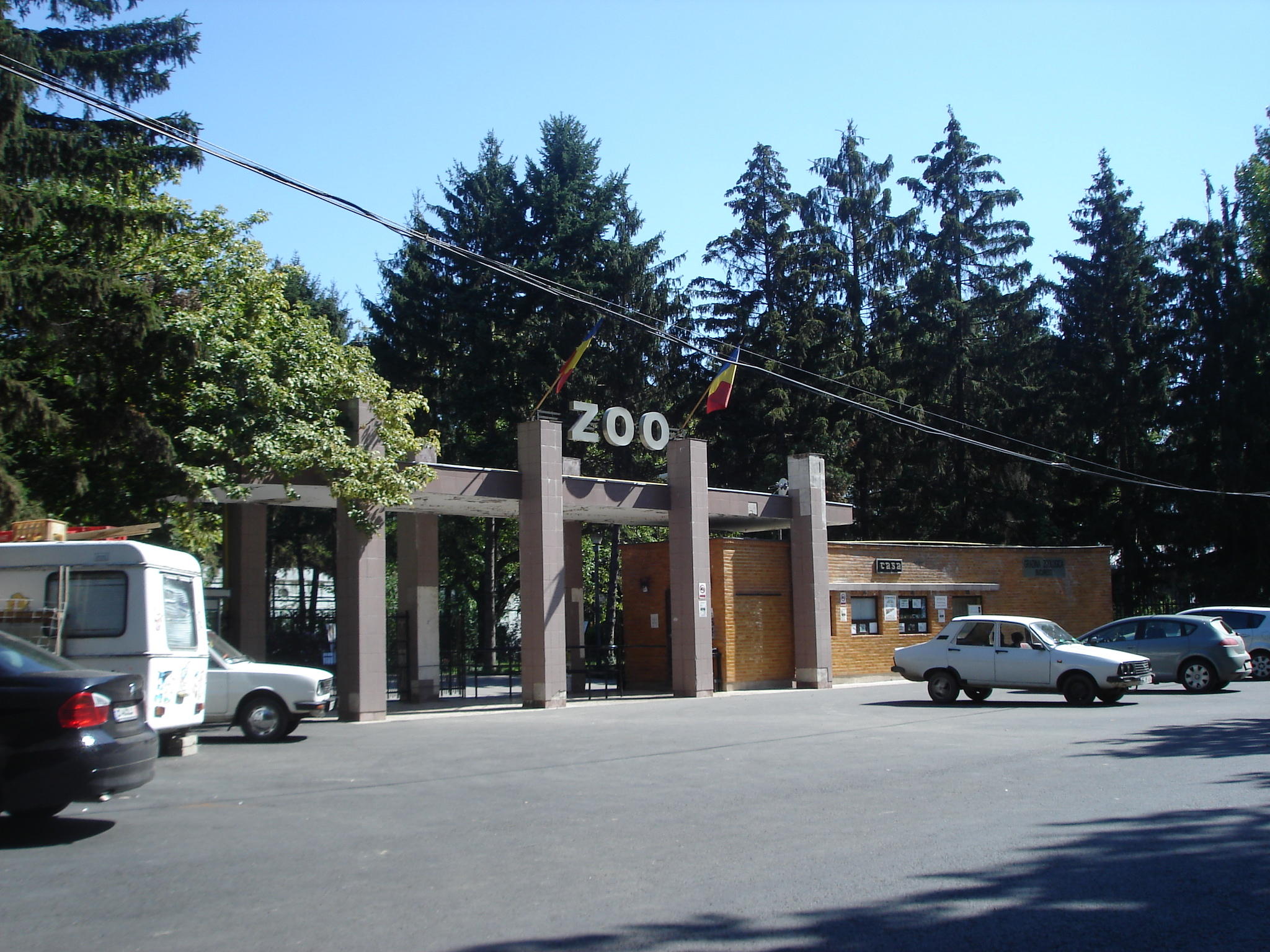
Grădina Zoologică București

Grădina Zoologică București se află în sectorul 1 din București. Parcul a fost înființat în anul 1955 sub formă unui serviciu al Secțiunii Gospodăriei Comunale din cadrul Sfatului Popular al Capitalei.  
La acea dată, mici efective de animale erau răspândite în parcurile Cișmigiu, Carol I, Herăstrău și în Pădurea Băneasa. 
Între anii 1955-1959 are loc o concentrare progresivă a animalelor în cadrul Colțului Zoologic Băneasa, unde la 1 Mai 1959 s-a deschis primul sezon de vizitare. 
Începând din 1962, titulatura instituției a devenit Grădina Zoologică București și în același an, a fost inclusă în Anuarul Internațional al Grădinilor Zoologice (Internațional Zoo Yearbook, editat de Societatea de Zoologie din Londra). 
Grădina zoologică, având suprafață totală de 5,85 ha, este un așezământ public care întreține și expune colecții de animale vii, sălbatice, indigene și exotice, în vederea realizării a două principale deziderate: conservarea faunei (având prioritate speciile amenințate cu dispariția) și instruirea, educarea și recreerea publicului vizitator.

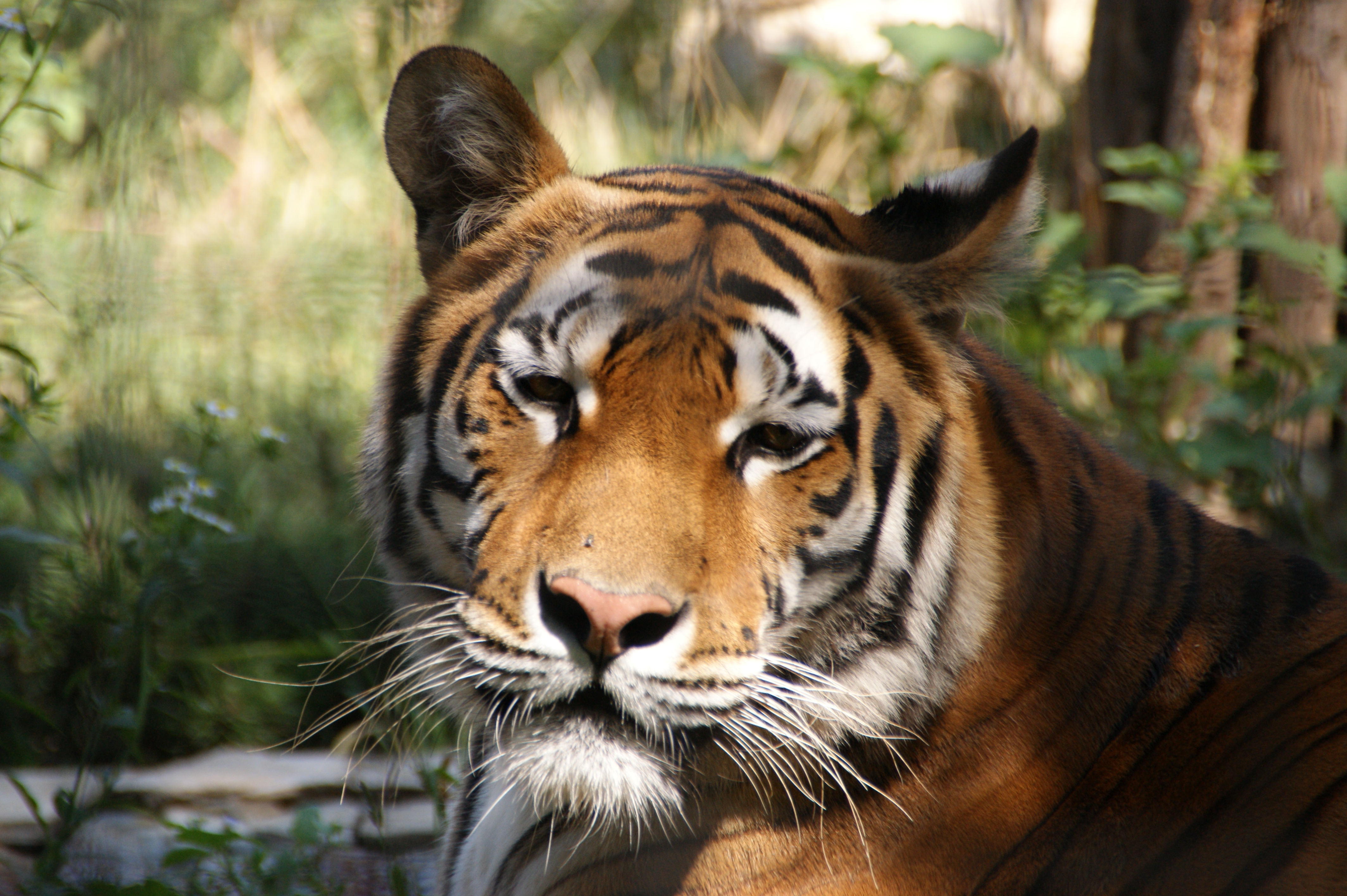
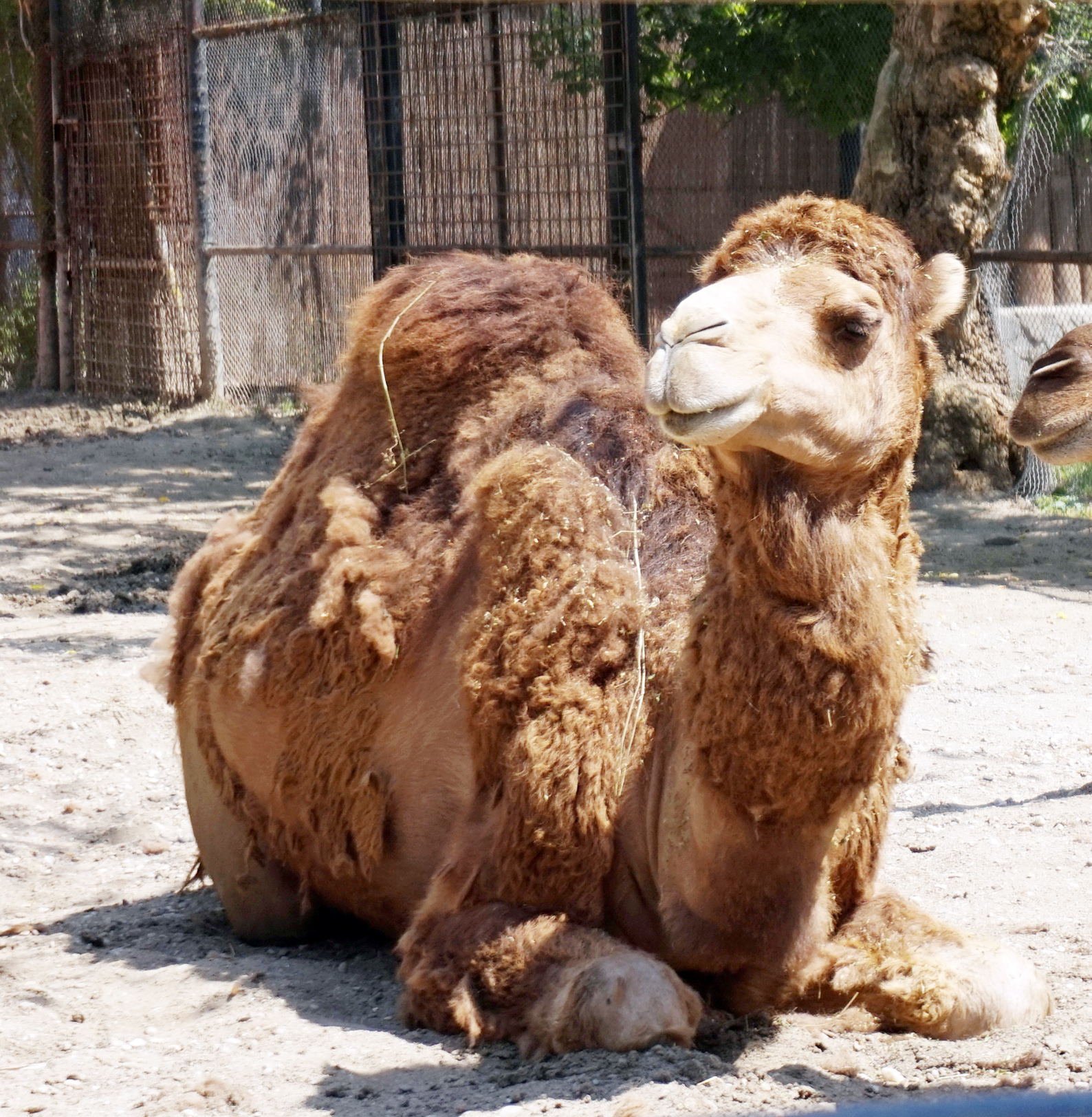
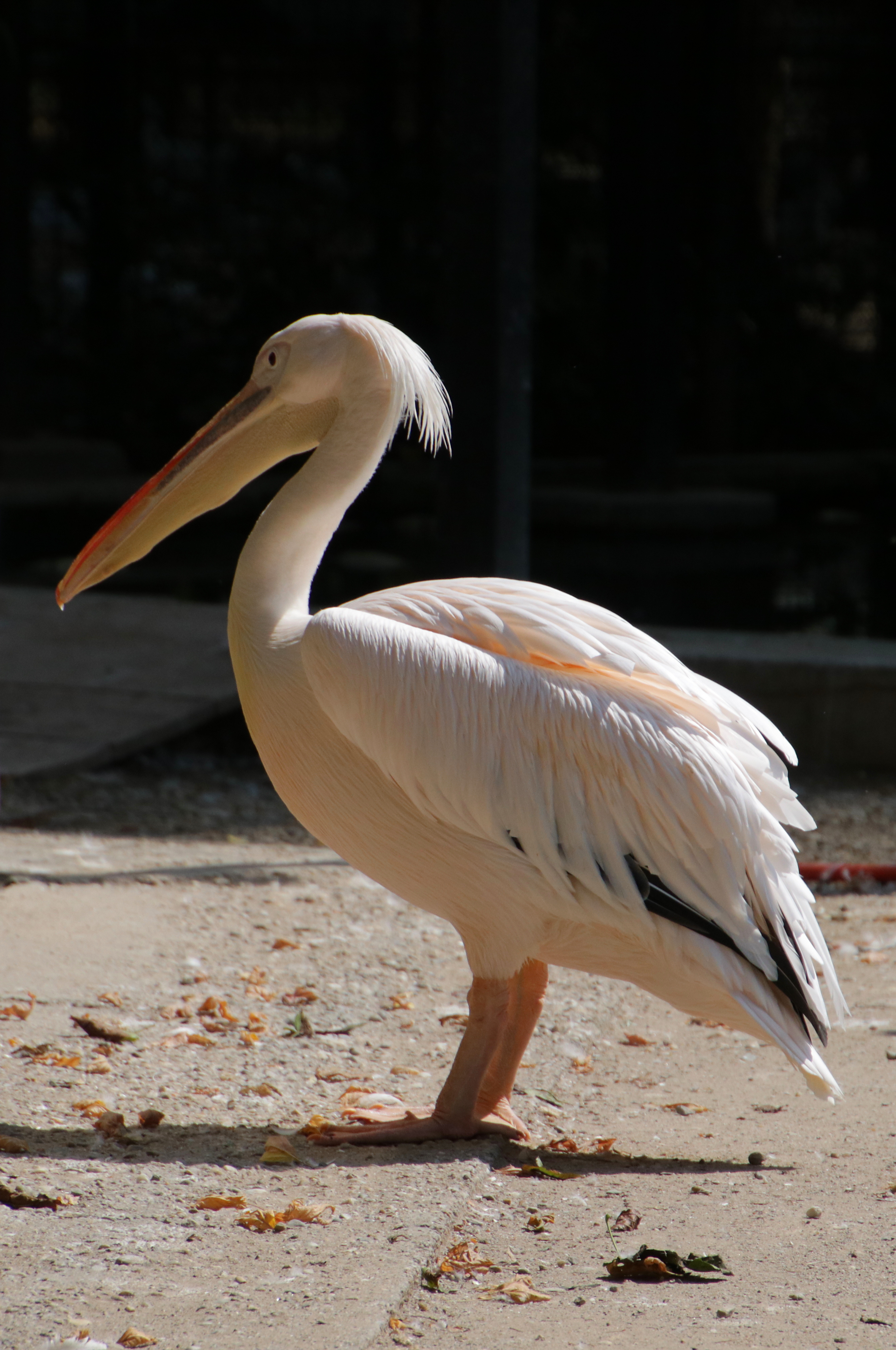
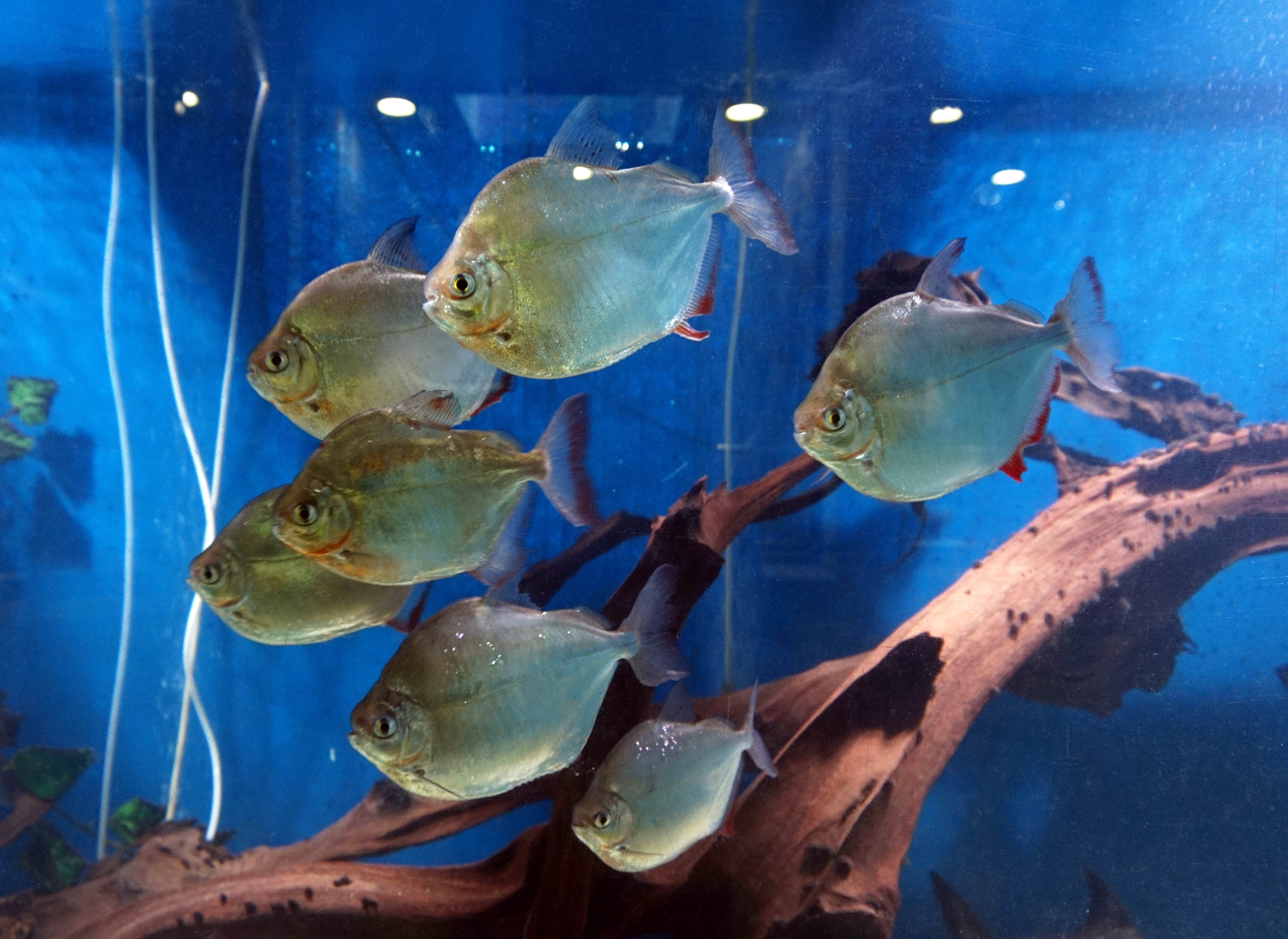